# Texas addio
Texas addio è un film del 1966, diretto da Ferdinando Baldi.

## Trama
Burt Sullivan è lo sceriffo di Widow Rock. Un giorno decide di chiudere un conto aperto col suo passato: consegna la stella da sceriffo a Dick e parte per il Messico. Sulla strada però, viene raggiunto dal fratello Jim, che decide di unirsi a lui, intuita la sua missione: uccidere l'assassino di loro padre, Cisco Delgado.
Oltrepassato il confine, giungono in una cittadina dove vige un regime di omertà: nessuno parla a causa del pugno di ferro con cui viene amministrata la giustizia da un alcalde corrotto. Pachita, una barista, gli confida il nome di un pastore che li avrebbe potuti aiutare a trovare il covo di Cisco. Mentre si recano dal pastore però, trovano legato ad un albero il cadavere di Pachita e in men che non si dica vengono circondati da nove uomini armati. Questi, nonostante siano evidentemente uomini di Cisco, li obbligano a scavare la tomba per la ragazza, ma non li uccidono, così i due fratelli approfittano di un attimo di distrazione degli uomini per ucciderli tutti. 
Giunti dal pastore, questo riesce a farli infiltrare in un gruppo di schiavisti che stanno portando delle donne al forte di Cisco. Lì però Cisco li stava aspettando. 

L'agguato nella gola agli uomini di Delgado

Quando Burt gli impone di seguirlo nel Texas, dove subirà un giusto processo, questi ride sardonicamente e gli spiega l'unico motivo per cui non li aveva già fatti uccidere: lui, è il padre di Jim. Burt rimane colpito, perché ricordò all'improvviso che, quando da bambino uccise il padre, Cisco entrò in casa, e solo ora capisce che violentò sua madre. Non dice nulla a Jim, ma viene costretto ad abbandonare il Messico senza di lui. Sulla via del Texas però, dei rivoltosi fermano l'alcalde e liberano Burt, che decide però di non unirsi a loro. In realtà, riavuta la sua pistola dall'alcalde, riesce ad avvisare gli uomini di Cisco che un manipolo di rivoltosi si sta recando verso la loro roccaforte, in modo che tutti gli uomini gli si recano contro. Insegue così i pochi rivoltosi, e li aiuta a preparare un agguato in una gola. Nel trambusto però, quando la vittoria dei rivoltosi sembra ormai certa, abbandona gli uomini e corre al forte, oramai sguarnito. 

Il duello finale tra Burt e Delgado

Qui, dopo aver ucciso i pochi uomini di guardia, va da Cisco per obbligarlo a liberare il fratello, che oramai era venuto a conoscenza del fatto che Cisco fosse suo padre. Ma nella discussione una guardia ancora viva entra nella stanza, e uccide Jim, prima che Burt la uccida. Cisco scappa via, ma Burt lo insegue: si ritrovano così, faccia a faccia, nello spiazzo al centro della roccaforte. 
Burt lo uccide, e riparte per il Texas, portando con sé i cadaveri di Jim e di Cisco.